# Гуленко Іван Север'янович
Іван Север'янович Гуленко — радянський педагог, заступник наркома освіти УРСР у повоєнні роки[джерело?].
Протягом 1955—1968 років — директор Центрального інституту підвищення кваліфікації керівних працівників народної освіти Міністерства освіти Української РСР.
За наказами І. Гуленка призначали завідувачів кафедр в усіх інститутах та університетах, у тому числі демобілізованих з фронтів викладачів довоєнного часу.

## Науковий доробок
Завдання органів народної освіти в справі добору, розстановки і виховання кадрів ж. "Радянська школа", 1957,№4, С. 7-16.